# اشتفن رادوخلا
اشتفن رادوخلا (انگلیسی: Steffen Radochla؛ زادهٔ ۱۹ اکتبر ۱۹۷۸) دوچرخه‌سوار اهل آلمان است.